# Euphorbia schizolepis
Euphorbia schizolepis là một loài thực vật có hoa trong họ Đại kích. Loài này được F.Muell. ex Boiss. mô tả khoa học đầu tiên năm 1862.